# Bunān
Bunān, död efter 861, var en abbasidisk qiyan-artist.
Hon var en av de mer framträdande qiyanartisterna vid abbasidernas harem under kalif al-Mutawakkil (regent 847-861), som hyste stort intresse för slavsångerskor; hon var också hans konkubin.
Bunān finns omnämnd i olika verk av medeltida arabiska historiker, så som Book of Songs av Abū l-Faraj al-Isfahānī, där hon nämns som poet. Den irakisk-abbasidiska historikern Ibn al-Sa'i (1197–1276) nämner henne i sitt verk Kalifernas fruar. Ibn Fadlallah al-Umari (1301–1349) nämner henne i sitt historiska verk Masālik al-abṣār.